# Sirekøbing
Sirekøbing (svensk: Sireköpinge) er en herregård og landsby mellem Svalöv og Tågarp i Svalöv kommun i Skåne ved Råån i Rønnebjerg Herred. Navnet er afledt af kvindenavnet Sigrid.

## Historie
Stedet nævnes første gang i Kong Valdemars Jordebog 1231 (Sygrithekiøp). 
Sirekøbing var kongsgård til 1547. Som pant havde Peder Haakansen gården i 1423, herefter Aage Axelsen Brahe og fra 1526 Claus Predbjørnsen Podebusk.
I 1547 købtes Sirekøbing af rigsråd Jørgen Pedersen Lykke til Overgård i Jylland. Han solgte Sirekøbing til Tage Ottesen Thott til Næs. I 1562 overgik gården til sønnen Anders Tagesen Thott og herefter i 1595 til dennes søn Tage Andersen Thott, der døde barnløs.
Godset købtes i 1637 sammen med Duveke og Bultofte af Wulf Hieronymus von Kratz. Det kom siden gennem ægteskab til slægten Ramel, som ejede det i 1700-tallet. I 1808 købtes ejendommen af hofstaldmester Werner von Schwerin. Det solgtes af sønnen, som i stedet købte Skarsholt. 
Det tilhørte siden konsul Alfred Anton Hage og hans søn grosserer Johannes Hage i København.